# پژو ببه
پژو ببه (Peugeot Bébé) خودرویی است که در سال‌های ۱۹۰۵ تا ۱۹۱۶تولید شده‌است.
این خودرو در کلاس سوپرمینی قرار گرفته و طراحی آن خودروهای موتور جلو-محور عقب بوده است. سیستم جعبه‌دندهٔ آن ۳ دنده به صورت دستی است.